# Sent Maissenç
|  | Per a altres significats, vegeu «Sent Maissenç (Cruesa)». |

Sent Maissenç (occità) o Saint-Mexant (francès) és un municipi francès al departament de Corresa de la regió de Nova Aquitània.

## Demografia
| 1962                                       | 1968 | 1975 | 1982 | 1990  | 1999  | 2007  |
| ------------------------------------------ | ---- | ---- | ---- | ----- | ----- | ----- |
| 658                                        | 694  | 757  | 916  | 1.049 | 1.030 | 1.086 |
| Des de 1962: població sense dobles comptes |      |      |      |       |       |       |

## Administració
| Període   | Identitat              | Partit |
| --------- | ---------------------- | ------ |
| 1948-1995 | Armand Boucheteil      | PCF    |
| 1995-2008 | René Reyrolle          | PCF    |
| 2008-     | Jean-Marie Freysseline | PS     |